# Eudarcia holtzi
Eudarcia holtzi är en fjärilsart som beskrevs av Hans Rebel 1902. Eudarcia holtzi ingår i släktet Eudarcia och familjen äkta malar. Inga underarter finns listade i Catalogue of Life.